# Episodi di 9-1-1: Lone Star (prima stagione)
La prima stagione della serie televisiva 9-1-1: Lone Star, composta da 10 episodi, è stata trasmessa negli Stati Uniti per la prima volta dall'emittente Fox dal 19 gennaio al 9 marzo 2020.
In Italia è andata in onda in prima visione assoluta su Fox, canale a pagamento della piattaforma satellitare Sky, dal 1º al 29 giugno 2020. In chiaro, è trasmessa su Rai 2 in prima visione dal 7 febbraio al 11 aprile 2021.
| nº | Titolo originale          | Titolo italiano             | Prima TV USA     | Prima TV Italia |
| -- | ------------------------- | --------------------------- | ---------------- | --------------- |
| 1  | Pilot                     | Una nuova vita              | 19 gennaio 2020  | 1º giugno 2020  |
| 2  | Yee-Haw                   | Cambiare prospettiva        | 20 gennaio 2020  | 1º giugno 2020  |
| 3  | Texas Proud               | Superbia o umiltà           | 27 gennaio 2020  | 8 giugno 2020   |
| 4  | Act of God                | Per volontà divina          | 3 febbraio 2020  | 8 giugno 2020   |
| 5  | Studs                     | Stalloni                    | 10 febbraio 2020 | 15 giugno 2020  |
| 6  | Friends Like These        | Amici nemici                | 17 febbraio 2020 | 15 giugno 2020  |
| 7  | Bum Steer                 | Bugie                       | 24 febbraio 2020 | 22 giugno 2020  |
| 8  | Monster Inside            | Atroci verità               | 2 marzo 2020     | 22 giugno 2020  |
| 9  | Awakening                 | Risveglio                   | 9 marzo 2020     | 29 giugno 2020  |
| 10 | Austin, We Have a Problem | Austin, abbiamo un problema | 9 marzo 2020     | 29 giugno 2020  |

## Una nuova vita
- Titolo originale: Pilot
- Diretto da: Bradley Buecker
- Scritto da: Ryan Murphy, Brad Falchuk e Tim Minear

### Trama
A Austin in Texas durante un intervento una squadra di vigili del fuoco viene decimata durante un incendio. Il capitano Owen Strand viene scelto per ricostruire la caserma 126, essendo l'unico sopravvissuto della sua squadra durante gli attacchi alle Torri Gemelle dell'11 settembre e avendola ricostruita da zero, l'uomo scopre anche di aver sviluppato un cancro ai polmoni in seguito a quell'incidente dopo l'ultimo esame. Strand porta con sé il figlio TK, dopo averlo salvato da un tentato suicidio coi farmaci, dopo essere stato lasciato dal suo ragazzo. 
Arrivati alla 126 Strand, recluta alcuni pompieri particolari: l'impulsiva Marjan Marwani, l'osservatore Paul Strickland e la recluta Mateo Chavez e conosce Judd Ryder l'unico sopravvissuto della precedente squadra a cui però, nega il reintegro. 
La squadra compirà i suoi primi interventi salvando un uomo che sta soffocando e poi una donna incinta in un incidente stradale e ritroveranno il suo bambino su un albero, qui Strand conoscerà la squadra di paramedici capitanata dalla tormentata Michelle Blake, donna alla ricerca della verità sulla sorella scomparsa.
Strand dopo aver conosciuto Grace la moglie di Judd e operatrice al 911, ha un colloquio con l'uomo dopo avergli rivelato di avere il cancro (cosa che sta tenendo nascosta a tutti compreso il figlio) decide di reintegrarlo a condizione che partecipi a riunioni di sostegno come lui alle cure.
- Ascolti Italia (in chiaro): telespettatori 1 134 000 – share 4,30%[2]

## Cambiare prospettiva
- Titolo originale: Yee-Haw
- Diretto da: Bradley Buecker
- Scritto da: Tim Minear e Rashad Raisani

### Trama
La squadra si occupa di un attacco di avvelenamento da mercurio che grazie a Paul si individua il colpevole. Viene effettuata una fastidiosa chiamata 9-1-1 che coinvolge una controversia di vicinato. E poi la squadra si occupa di una fuga di gas in un complesso di appartamenti.  Michelle risponde a una richiesta personale di aiuto per aiutare un ragazzo con un attacco d'asma; la famiglia per ringraziarla rivela di aver visto Iris salire su un pick up blu quando scomparve. Successivamente consulta una curandera per un consiglio. Judd e il Capitano Strand legano le loro terapie rispettivamente per il disturbo da stress post-traumatico (PTSD) e il cancro ai polmoni. TK ha dei ripensamenti sulla sua relazione con Carlos, un poliziotto, quando Carlos vuole più di una relazione.
- Ascolti Italia (in chiaro): telespettatori 1 051 000 – share 3,90%[3]

## Superbia o umiltà
- Titolo originale: Texas Proud
- Diretto da: Jennifer Lynch
- Scritto da: Kristy Lowrey

### Trama
La squadra risponde a un uomo che soffoca nel mais all'interno di un silo di grano, TK disobbedisce agli ordini di salvare Marjan; i video dello spettacolo di salvataggio Marjan dopo che il suo hijab è caduto che diventano virali. Più tardi, nella sua moschea, le viene detto di cercare un altro luogo di culto perché troppo visibile come vigile del fuoco. TK litiga con Judd e istiga una rissa in un bar, ma in seguito si fa pace con Carlos. A una gara di lombata una donna collassa e il team EMS le diagnostica iponatriemia, "intossicazione da acqua", che causa una vescica dilatata. Il team risponde a una donna che è caduta dal balcone del settimo piano mentre faceva yoga. Michelle, disobbedendo a un ordine restrittivo, affronta il vecchio fidanzato di sua sorella Iris, Dustin, mentre Owen riceve la chemioterapia e riceve consigli per affrontare il suo cancro ai polmoni; i due poi condividono una bottiglia di tequila al bar. Successivamente un ubriaco Owen aggredisce Dustin, ma il giorno dopo Dustin accetta di aiutare Michelle.
- Ascolti Italia (in chiaro): telespettatori 832 000 – share 3,20%[4]

## Per volontà divina
- Titolo originale: Act of God
- Diretto da: Sharat Raju
- Scritto da: Molly Green & James Leffler

### Trama
I membri del team vengono messi in massima allerta quando un tornado di livello EF4 (con venti di 166-200 mph che provocano danni devastanti) squarcia Austin, prima facendo uscire una donna dall'auto incastrata tra palazzi, poi tirando fuori due bambini dai resti della loro casa, ma una volta in salvo il padre dei bambini che sembrava in salute muore, dopo aver nascosto di essere rimasto gravemente ferito, Grace aiuta una ragazza a far uscire il suo fidanzato nascostosi in una cassaforte.  Dopo aver frequentato la sua prossima chemioterapia, Owen considera di parlare a TK della sua diagnosi. Prima che possa,  il ragazzo scopre la verità e affronta il padre e dopo un discorso nella quale si scusa per essere stato debole, decidono di affrontare la cosa insieme. Judd fa una visita a Grace mentre con la chiesa aiuta gli sfollati. Anche Michelle e sua madre trovano un indizio importante sulla scomparsa di Iris in un vecchio album.
- Ascolti Italia (in chiaro): telespettatori 938 000 – share 3,70%[5]

## Stalloni
- Titolo originale: Studs
- Diretto da: Bradley Buecker
- Scritto da: Carly Soteras

### Trama
La squadra è chiamata a intervenire a seguito di una rissa in uno strip club maschile; Paul aiuta Josie, che è stata colpita in un occhio da una spogliarellista. Al primo appuntamento, lui rivela la sua identità di genere ma lei non può accettare questo fatto, quindi si separano. TK e Carlos lo portano fuori a ballare per dimenticarla. Nel frattempo, Owen riceve la chemioterapia e Wayne gli dà consigli che l'impotenza è un effetto collaterale; più tardi Owen incontra Zoe, una professoressa, e non riesce a raggiungere l'erezione durante il sesso, lei consiglia che la maggior parte della disfunzione erettile può essere affrontata rilassandosi che si rivela vero. In un altro incidente, Carlos risponde a un ricovero per donne dove un incel misogino protesta; un uomo colpito alla testa rivela ai paramedici di essere affetto da CPPD (malattia da deposizione di cristalli di pirofosfato diidrato di calcio), una condizione caratterizzata da artrite extra dolorosa. Durante il viaggio verso l'ospedale va in arresto cardiaco e necessita di defibrillazione; il trattamento reagisce con il farmaco ingerito dall'uomo provocando un vapore tossico che fa svenire l'equipaggio dell'ambulanza e il veicolo si ribalta. Nel frattempo, Grace affronta Judd sulla sua mancanza di romanticismo; la notte successiva lui si fa perdonare. In un'altra chiamata in un allevamento di mucche, un cliente scontento appiccò un fuoco per distrarre dal suo furto di sperma di toro.
- Ascolti Italia (in chiaro): telespettatori 941 000 – share 3,60%[6]

## Amici nemici
- Titolo originale: Friends Like These
- Diretto da: Marita Grabiak
- Scritto da: John Owen Lowe

### Trama
La squadra risponde a un'auto intrappolata sotto un camion in movimento; l'autista richiede una trasfusione di sangue sul campo poiché un medico traumatologico non può arrivarci in tempo. Judd fa partecipare Owen a una partita di poker Texas Hold 'em, dove incontra Billy (interpretato da Billy Burke), una nemesi sconosciuta perché era l'ex capitano della 126 in licenza con un cancro alla tiroide quando l'allora squadra è stata decimata. Si piacciono e giocano a golf insieme, ma Billy denuncia il cancro di Owen nel tentativo di ottenere il suo lavoro. Mateo "Pivello" è "gravemente dislessico" e sta cercando di superare il test dell'Accademia dei Vigili del Fuoco; l'Americans with Disabilities Act impone di farlo oralmente. Marjan ha il compito di aiutarlo a studiare e la squadra lo aiuta, Mateo passa. Durante una chiamata, la squadra incontra un cane insanguinato che li conduce da un uomo schiacciato dalla sua mietitrice. In un'altra telefonata Grace aiuta un uomo più anziano con un'influenza che ha ingerito una nuvola di cremaina mentre smaltiva le ceneri di un amico.
- Ascolti Italia (in chiaro): telespettatori 1 022 000 – share 3,80%[7]

## Bugie
- Titolo originale: Bum Steer
- Diretto da: John J. Gray
- Scritto da: Jill Snyder

### Trama
Il team risponde a un evento in un lotto di auto usate in cui un toro è rimasto intrappolato nel lato di un veicolo e ha bisogno delle mascelle idrauliche della vita. Owen si allena per il suo Candidate Physical Ability Test (CPAT) ma sembra dubbio che avrà successo. Più tardi, Grace ricorda a Judd che Owen lo ha aiutato, quindi dovrebbe aiutarlo a trattare con Billy e il CPAT. Judd affronta Owen per aver lasciato che il suo ego facesse la scommessa CPAT. Più tardi Owen e Billy giocano a golf in una tempesta e Billy viene fulminato da un fulmine. Owen lo porta in salvo, salvandogli la vita, cosa che il vice capo conta come la sfida del CPAT affrontata. Michelle segue la scomparsa della sorella minore Iris con il detective Washington. In un'altra chiamata, la crisi epilettica di un tuttofare viene scambiata per elettrocuzione.
- Ascolti Italia (in chiaro): telespettatori 1 256 000 – share 4,80%[8]

## Atroci verità
- Titolo originale: Monster Inside
- Diretto da: Gwyneth Horder-Payton
- Scritto da: Tonya Kong

### Trama
Il team risponde a un'infestazione domestica di serpenti a sonagli che richiede loro di utilizzare un estintore con CO2 per respingere i rettili. Carlos aiuta Michelle a seguire una pista sulla scomparsa di Iris. Nel relitto dell'auto trovano un suo cellulare che rivela una storia di chiamate 9-1-1 indotte dalla paranoia che mostrano segni di schizofrenia. Owen riceve buone notizie sul suo cancro mentre apprende che il suo farmaco immunoterapico sperimentale è stato testato sui cani, alcuni che sono stati abbandonati. Adotta Buttercup, un bovaro bernese che ha lo stesso tipo di cancro ai polmoni, come la nuova mascotte semidistruttiva della 126. Durante una chiamata per aiutare una donna non reattiva, il team si rende conto che è morta da giorni e che suo figlio adulto ha bisogno di cure per la salute mentale. Grace riceve una chiamata da un uomo con demenza che ha fatto irruzione nella sua vecchia casa spaventando l'attuale coppia di anziani armati che si nascondono in una camera da letto; Quando l'equipaggio arriva, l'anziano ha un attacco di cuore e il loro giovane nipote spara per errore a TK quando irrompono nella stanza per aiutare.
- Ascolti Italia (in chiaro): telespettatori 1 385 000 – share 5,10%[9]

## Risveglio
- Titolo originale: Awakening
- Diretto da: David Grossman
- Scritto da: Rashad Raisani

### Trama
A una festa di rivelazione di genere un uomo che si prende cura della griglia viene incendiato dalla nuvola di polvere; lo stress del calvario manda la donna incinta in un travaglio prematuro. All'ospedale TK si risveglia dalle ferite da arma da fuoco; nel riprendersi cerca di trovare un senso nella sua vita. Un uomo che fa speleologia con suo figlio rimane intrappolato a testa in giù; lo tirano fuori e lo sollevano dalla caverna di 25 metri. Il padre di Judd ha difficoltà a vivere da solo, quindi lui e Grace cercano di aiutare; in seguito suo padre si ferisce gravemente cadendo su un tavolo con il ripiano in vetro. Un ragazzino si fa infilare il naso da una macchinina ma rifiuta di andare in ospedale, Paul interviene per tirare fuori il giocattolo; più tardi la squadra torna quando il suo curioso padre si è fatto incastrare lo stesso giocattolo nel naso.
- Ascolti Italia (in chiaro): telespettatori 1 366 000 – share 5,40%[10]

## Austin, abbiamo un problema
- Titolo originale: Austin, We Have a Problem
- Diretto da: Bradley Buecker
- Scritto da: Rashad Raisani e Tim Minear

### Trama
Il caos si verifica ad Austin quando una tempesta solare causa il malfunzionamento dell'elettricità e delle apparecchiature elettriche. Il team 126 deve soccorrere i passeggeri di un aereo leggero catturato nelle linee delle torri elettriche ad alta tensione mentre trasporta un malato per un trapianto di fegato. Durante un'uscita con Carlos, TK mette in dubbio la sua relazione con lui dopo che Carlos ha iniziato a chiedere. Quando i semafori malfunzionanti causano diversi incidenti, si precipitano ad aiutare le persone prima che arrivi il 126. Nel campo per senzatetto, Michelle viene aggredita e soccorsa dalla sorella Iris, scoprendo che vive li. La donna e la madre cercano di riportarla a casa ma lei sceglie di restare al campo, nonostante la sua schizofrenia. Con le linee criptate, Grace riceve una chiamata dalla ISS danneggiata e riesce a collegare il suo ultimo astronauta, morente per avvelenamento da radiazioni, con la sua famiglia per salutarlo. Di ritorno al parco, TK confessa la sua dipendenza al resto della squadra e che ha capito che, dopotutto, vuole essere un pompiere. Successivamente si riconcilia anche con Carlos.
- Ascolti Italia (in chiaro): telespettatori 1 213 000 – share 4,60%[11]